# Alojzij Hrovat
Alojzij Hrovat, slovenski gradbeni inženir, * 21. junij 1885, Veliki Podljuben, † 22. marec 1971, Ljubljana.

## Življenjepis
Hrovat je leta 1912 diplomiral na gradbenem oddelku Tehniške visoke šole v Gradcu. Po končanem študiju je sodeloval pri trasiranju proge Novo mesto-Metlika-Karlovec in jo kasneje tudi gradil. Med 1. svetovno vojno je bil na soški fronti, kjer je sodeloval pri gradnji kavern, o katerih je napisal obširno poročilo. 
Leta 1922 je bil imenovan za izrednega, 1935 pa za rednega profesorja na Tehniški fakulteti ljubljanske univerze, na kateri  je ustanovil katedro za ceste, železnice in predore. Trikrat je bil dekan TF, jeseni 1941 ga je italijanski okupator odstavil. Po koncu vojne je bil ponovno dva mandata dekan in kot organizator nove Tehniške visoke šole izvoljen za njenega prvega rektorja (1950–1952).

## Strokovno delo
Hrovat je strokovno sodeloval z državnimi in ljubljanskimi mestnimi organi, posebej z železniško upravo v Ljubljani in med drugim predsedoval odboru za rešitev ljubljanskega železniškega vozlišča. Z Maksom Klodičem je sodeloval pri študijah za železniško povezavo z rapalsko pogodbo odrezanega osrednjega slovenskega ozemlja z morjem. Po 2. svetovni vojni je izdelal in objavil številne študije možnih železniških prog v Sloveniji, s posebno vnemo pa se je posvečal vprašanjem dolenjskega krasa in o tem napisal vrsto strokovnih člankov.